# Peter Steiner (Autor)
Peter Klaus Steiner (* 18. Juni 1937 in Baden bei Wien) ist ein österreichischer Geologe und Schriftsteller.

## Leben und Werk
Nach mehrfachem Ortswechsel in den Wirren der Kriegs- und Nachkriegszeit begann er 1951 eine Buchdruckerlehre. 1958 legte er die Externistenmatura ab. In weiterer Folge absolvierte er ein Studium der Geologie und Paläontologie in Wien. Frühe Reisen mit Schwerpunkt Vorderer Orient und das Studium finanzierte er durch Nachtarbeit als Croupier. 1966 promovierte er zum Dr. phil. 1967 war der Beginn einer sechs Jahre dauernden Forschungstätigkeit im Auftrag der UNO, begleitet von Frau und Kindern, im größtenteils unbesiedelten Regenwald der Elfenbeinküste. 1973 erfolgte die Übersiedlung nach Kolumbien, dort leitete er eine großflächige geochemische Exploration im Süden des Landes. Von 1976 bis 1978 war er als Konsulent für Bergbau in Malaysia, Indonesien, Peru und Pakistan tätig. 1978 erfolgte eine Übersiedlung nach Bolivien als UNO-Experte. Ab 1980 war er als freier Konsulent für Bergbau und Erzprospektion weltweit tätig.
Ab Mitte der 1980er Jahre fertigte er literarische Aufzeichnungen. Seit 1994 ist Steiner freier Schriftsteller. 1997 erhielt er den Literaturpreis des Landes Niederösterreich und 1998 den Literaturpreis der Stadt Baden.
Er lebt in Baden bei Wien.

## Werke
- Der Brunnen des Columbus (Erzählung, 1994) Wieser Verlag, ISBN 3-85129-124-7.
- Die Lichtung (Erzählung, 1995) Wieser Verlag, ISBN 3-85129-162-X.
- Im langen Schatten (Erzählung, 1996) Wieser Verlag, ISBN 3-85129-170-0.
- GAP (Roman, 1998) Otto Müller Verlag, ISBN 3-7013-0981-7.
- Doberig (Roman, 1999) Otto Müller Verlag, ISBN 3-7013-1001-7.
- Handstücke (Prosa, 2000) Literaturedition Niederösterreich, ISBN 3-901117-46-6.
- Jenseits der Jägerzeichen (Roman, 2001) Otto Müller Verlag, ISBN 3-7013-1035-1.
- Wo immer du willst (Erzählung, 2004) Otto Müller Verlag, ISBN 3-7013-1081-5.
- The Clearing (US-amerikanische Übersetzung von Die Lichtung, 2007) Ariadne Press, Riverside, CA 92507, ISBN 978-1-57241-151-7.
- Der Weg nach Ssong Köl (Kurzgeschichten, 2007) Literaturedition Niederösterreich, ISBN 978-3-901117-92-3.
- Azimut (Roman, 2009) Otto Müller Verlag, ISBN 978-3-7013-1161-3.
- Der Sturz aufs Dach der Welt (Roman, 2011) Otto Müller Verlag, ISBN 978-3-7013-1185-9.
- Der Angehörige (Roman, 2012) Otto Müller Verlag, ISBN 978-3-7013-1200-9.
- Der Sandfallenbauer. Roman. Edition Laurin, Innsbruck 2014. ISBN 978-3-902866-19-6.
- Wenn mein Vater Polnisch spricht. Roman. Edition Laurin, Innsbruck 2016. ISBN 978-3-902866-38-7.
- Orbis Terrarum. Roman. Band 1. Das Kriegskind. Edition Laurin, Innsbruck 2019. ISBN 978-3-902866-80-6.
- Orbis Terrarum. Roman. Band 2. Lichte Tage. Edition Laurin, Innsbruck 2020. ISBN 978-3-902866-93-6.

## Wissenschaftliche Arbeiten (unvollständig)
- Die Eingliederung der Weyerer Bögen und der Gr. Reiflinger Scholle in den Faltenbau des Lunzer-Reichraminger Deckensystems. Mitt. Ges. Geol. Bergbaustudenten, 14.–15. Band, Wien 1966
- Geologische Studien im Grenzbereich der mittleren und östlichen Kalkalpen (Österreich).Mitt. Ges. Geol. Bergbaustudenten, 18. Band, Wien 1968